# Paul Gallagher (bisbe)
Paul Richard Gallagher (nascut el 23 de gener de 1954) és l'actual secretari per a les Relacions amb els Estats a la Secretaria d'Estat de la Santa Seu, un càrrec per al qual va ser nomenat el 8 de novembre de 2014.

## Biografia

### Primers anys
Gallagher va néixer a Liverpool, Anglaterra, i va estudiar a la universitat de Sant Francesc Xavier a Woolton. Va ser ordenat prevere per l'arquebisbe Derek Worlock el 31 de juliol de 1977 per l'arxidiòcesi de Liverpool, servint a Fazakerley, abans de prendre cursos a la Pontifícia Acadèmia Eclesiàstica. Més tard va obtenir un doctorat en dret canònic, convertint-se en un membre del servei diplomàtic de la Santa Seu l'1 de maig de 1984.

### Episcopat
Va ocupar càrrecs a Tanzània, Uruguai, les Filipines, la Secretaria d'Estat al Vaticà i El 18 d'agost de l'any 2000 va ser nomenat enviat especial amb funcions d'observador permanent de la Santa Seu al Consell d'Europa a Estrasburg del Papa Joan Pau II Va ser nomenat Conseller, de primera classe, l'1 de maig de 1997, quan treballava a la Nunciatura de Burundi. Va treballar a la Segona Secció, de 1995 a 2000 en el mateix moment que el present cardenal secretari d'Estat, Pietro Parolin.
El Vaticà va anunciar el seu nomenament com a nunci apostòlic a Burundi el gener de 2004. La seva residència en aquest país va ser bombardejada el 2008.
Va rebre l'ordenació episcopal el 13 de març de 2004 a la basílica de Sant Pere al Vaticà, per cardenal Angelo Sodano, amb els arquebisbes Patrick Altham Kelly i Robert Sarah com a coconsagrants.
Va ser nomenat nunci a Guatemala en 2009. Ruth Gledhill, la corresponsal d'assumptes religiosos del London Times, el senyalà com un possible candidat per al càrrec d'arquebisbe de Westminster en la successió al cardenal Cormac Murphy-O'Connor. No obstant això, el successor, segons es va anunciar el 3 d'abril de 2009, va ser l'arquebisbe Vincent Nichols.
L'11 de desembre de 2012 el Papa Benet XVI el va nomenar nunci papal a Austràlia, càrrec que va mantenir fins que va ser fet secretari per a les Relacions amb els Estats el 8 novembre de 2014 pel Papa Francesc.
El 2015 la Santa Seu i Palestina van signar un acord global que pot servir al doble objectiu d'estimular la pau a l'Orient Mitjà i proporcionar un model per tractats similars. El text del tractat es va acordar 13 de maig i el 26 de juny es va signar el document al Palau Apostòlic per Gallagher i per Riad al-Malki, ministre d'Afers Exteriors de Palestina. Gallagher va expressar la seva esperança «que el present acord pugui d'alguna manera ser un estímul per portar una fi definitiva al conflicte palestí-israelià des de fa molt de temps, la qual cosa segueix causant sofriment per a ambdues parts. També espero que la solució que els dos estats desitgen tant pugui arribar a ser una realitat el més aviat possible.»
En una entrevista, Gallagher va dir que el Pla Conjunt d'Acció General acordat el 2015 es veu de manera positiva, ja que considera que les controvèrsies i dificultats sempre s'han de resoldre mitjançant el diàleg i la negociació. L'acord assolit és el resultat d'anys de negociacions sobre una qüestió que havia causat una gran preocupació. El fet que la solució trobada satisfés tots els costats és una cosa molt positiva. Clarament, aquest acord requereix el continu esforç i compromís de tots si es va a donar els seus fruits. És significatiu que hi ha una confiança mútua entre les parts.
En una entrevista al febrer de l'any 2016, va dir: «No cal estar fent broma nosaltres mateixos sobre el que està en joc aquí: Si anem a portar la pau, si ens anem a reconciliar les nacions, si ens anem a assegurar països i comunitats, en particular les minories, especialment a les persones que són perseguides, que hauran de fer un esforç sense precedents», Gallagher parlà específicament de la crisi a Síria i l'Iraq, on els anomenats militants estat islàmic han capturat grans extensions de territori i expulsat a desenes de milers de cristians i els membres d'altres grups minoritaris, Gallagher va dir que té l'esperança de resolució del conflicte.
Gallagher parla el seu anglès, l'italià i amb fluïdesa francès i castellà.

## Honors
Gran Creu de Cavaller de l'orde al Mèrit de la República Italiana - 18 d'abril de 2015